# Victor Antonescu
Victor Antonescu (n. 3 septembrie 1871, Teleorman, România – d. 22 august 1947, București, România) a fost politician român interbelic, care a ocupat pozițiile de ministru al justiției (2 octombrie 1934 - 1 februarie 1935) și de ministru de finanțe (1 februarie 1935 - 28 august 1936) în Guvernul Gheorghe Tătărăscu (2), respectiv de ministru de externe  (29 august 1936 - 14 noiembrie 1937) în Guvernul Gheorghe Tătărăscu (3).

## Capela de la Vitănești

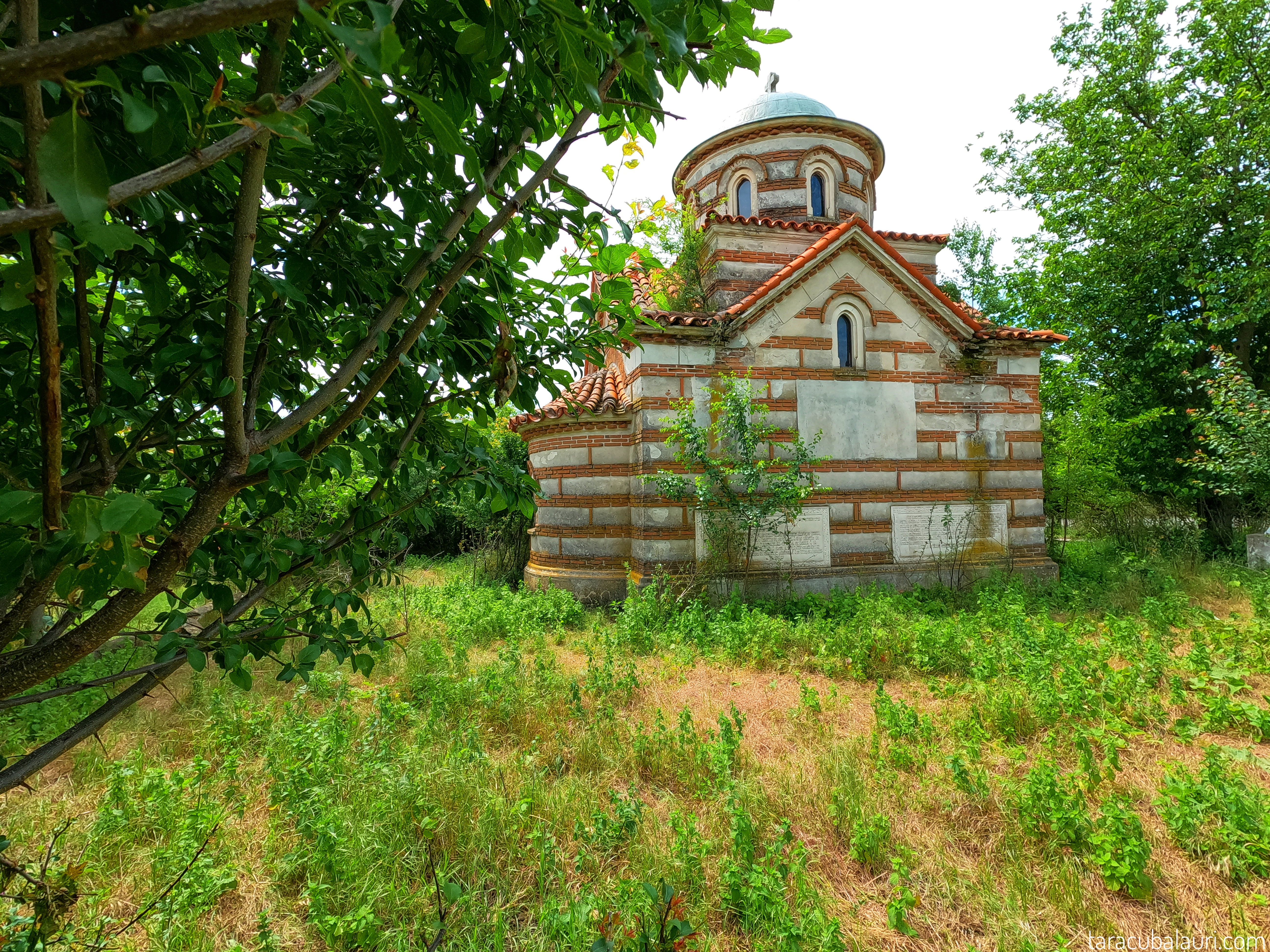
Capela Stella Maris, Teleorman (aprilie 2021). Fotografie realizată de bloggerul Țara cu Balauri.

Deoarece soția lui Antonescu, Eliza, se cunoștea cu Regina Maria, el a zidit pe moșia sa din Vitănești, județul Teleorman, în curtea conacului, o capelă copie fidelă și după planurile originale ale a capelei Stella Maris, din curtea castelului Reginei Maria de la Balcic, actualmente, Bulgaria. Interiorul este acoperit în întregime cu o frescă, de factură neobizantină, realizată de pictorul Dimitrie Bascu în anul 1942, iar sarcofagul a fost sculptat în piatră de sculptorul Boris Caragea. Capela în care se află mormântul lui  Antonescu, este declarată monument istoric, inclus în lista monumentelor istorice cu codul LMI TR-II-m-B-14238.01.
Antonescu a lăsat capela, prin testament, Academiei Române, la 11 iulie 1943. În septembrie 1944, capela și conacul au fost prădate de soldați din Armata Roșie. Capela ruinată a fost complet restaurată în anul 1994 de pictorul Ion Drăghici, împreună cu o echipă de pictori-restauratori formată din Marian Crângașu, Flori Antonescu, Mihaela, Veronica și diaconul George.